# 6510 Tarry
6510 Tarry eller 1987 DF är en asteroid i huvudbältet som upptäcktes den 23 februari 1987 av det amerikanska astronom paret Eugene M. och Carolyn S. Shoemaker vid Palomar-observatoriet. Den är uppkallad efter amerikanerna William och Nancy Tarry.
Asteroiden har en diameter på ungefär 6 kilometer och den tillhör asteroidgruppen Phocaea.